# Carlos Alconada Aramburú
Carlos Román Santiago Alconada Aramburú (La Plata, 25 de julio de 1920-La Plata, 4 de octubre de 2003) fue un abogado, docente y político argentino. Histórico dirigente de la Unión Cívica Radical (UCR). Fue tres veces ministro de la Nación tanto durante gobiernos constitucionales como de facto. Como docente fue Titular de Cátedra en la Facultad de Ciencias Jurídicas y Sociales y en la Facultad de Ciencias Económicas, ambas de la Universidad Nacional de La Plata, donde fue nombrado Profesor Emérito y Guarda Sellos.

## Biografía
Perteneciente a una familia platense de origen radical y vinculado al ámbito del derecho y su ejercicio profesional, militó desde su juventud en el Partido Radical, siendo durante muchos años su apoderado legal.
Su padre Francisco Alconada, casado con María Carmen Aramburú, fue procurador y diputado por la U.C.R. en 1914, integrando la primera legislatura elegida con el voto popular, bajo el régimen de la ley Sáenz Peña.
También fue un activo militante del reformismo universitario, en la Universidad Nacional de La Plata, donde se recibió de abogado y en la que posteriormente se doctoró. Se destacó como profesor de Derecho Comercial,
En 1940, ingresó al Poder Judicial de la Provincia de Buenos Aires en su ciudad de La Plata, como Secretario de Primera Instancia de la Cámara de Apelaciones.Ya con la dictadura autodenominada Revolución Libertadora al frente del Gobierno nacional, fue designado fiscal de Estado de la provincia de Buenos Aires entre 1955 y 1957. Entre enero y mayo de 1958 integró, como ministro del Interior, el gabinete del dictador Pedro Eugenio Aramburu, como parte del fallido plan de este y el almirante Isaac Rojas para heredar el poder al sector de la UCR liderado por Ricardo Balbín.

Sobre los fusilamientos de José León Suárez, Carlos Alconada Aramburú opinó que fueron penas de muerte legales aplicadas por el delito de insubordinación militar. La historiadora María Spinelli afirma que las leyes invocadas por Alconada Aramburú habían sido derogadas por el propio gobierno militar en septiembre de 1955 mediante los decretos-leyes 140 y 8.313. El gobierno dictatorial de Aramburu estableció la Ley Marcial por el decreto de Aramburu y Rojas, entre sus firmantes se encontraba Carlos Alconada Aramburu Arturo Ossorio Arana, de Marina; Teodoro Hartung; de Aeronáutica, Julio César Krause y de Justicia, Laureano Landaburu. La Ley Marcial debía ser aplicada con retroactividad al delito cometido, violando el principio legal de la irretroactividad de la ley penal. Pocas horas después, firmaron el decreto 10.363 que ordena fusilar a quienes violen la Ley Marcial. El ministro del Interior ordená teniente coronel Desiderio Fernández Súarez y al jefe de la Regional San Martín, comisario Rodolfo Rodríguez Moreno, que ejecute, con armas cortas, a 12 civiles, lo que realiza en los basurales de José León Suárez, en el partido de San Martín, el hecho fue conocido como fusilamientos de José León Suárez.
Uno de sus hijos, Carlos Román (1946-2015), se casó con Ana María Alfonsín Barreneche (1950), hija de Raúl Alfonsín.

## Actividad política
Con la Revolución Libertadora al frente del Gobierno nacional, fue designado fiscal de Estado de la provincia de Buenos Aires entre 1955 y 1957. Entre enero y mayo de 1958 integró, como ministro del Interior, el gabinete del dictador Pedro Eugenio Aramburu, como parte del fallido plan de este y el almirante Isaac Rojas para heredar el poder al sector de la UCR liderado por Ricardo Balbín.
Durante su gestión se agudizó la represión, llevándose a la práctica decretos leyes como el 4.161, que desautorizaba toda actividad política peronista (se prohibía con cárcel nombrar a Perón y a Eva Perón, tener sus retratos o símbolos, cantar la Marcha peronista, etc.), también se proscribió electoralmente al justicialismo. La dictadura no proyectó restaurar el pasado preperonista sino retornar a la autonomía universitaria respecto del gobierno e independencia en la administración de los recursos y el nombramiento de los profesores,  así traer un impulso modernizador.
Como ministro de Educación y Justicia siguió los lineamientos de la política de «desperonización de la sociedad», que acompañada una faz represiva concebida a borrar los rastros de peronismo de la cultura, produciéndose la incineración de los libros, persecución y exilio de artistas e intelectuales peronistas, hasta la demolición del palacio Unzué. en 1956 se restringió la autonomía de las universidades nacionales impidiéndoles crear nuevas carreras, Facultades o unidades académicas equivalentes sin la previa autorización de poder ejecutivo, desde dicho organismo coordinó la represión contra el peronismo en el ámbito educativo lanzada por el gobierno dictatorial de Pedro Eugenio Aramburu, lo que llevó a dejar cesantes a cientos de profesores universitarios, mientras que en las escuelas secundarias se elaboraron listas negras de profesores peronistas que no podrían continuar ejerciendo la docencia.

## Ministro de gobiernos democráticos
Entre 1963 y 1966 se desempeñó como ministro de Justicia y Educación durante todo el mandato de Arturo Illia.
Durante su gestión de gobierno, la educación tuvo un peso significativo en el presupuesto nacional. En el año 1963, su participación era del 12 %, en el año 1964, del 17 %, en el año 1965, del 23 %.
El 5 de noviembre de 1964 se pone en marcha el Plan Nacional de Alfabetización, con el objetivo de disminuir la tasa de analfabetismo, que para la época se estimaba en poco más del 10 % de la población adulta. En junio de 1965, el programa contaba con 12 500 centros de alfabetización y su tarea alcanzaba a 350 000 alumnos de 18 a 85 años de edad.
Sin embargo con las políticas educativas implementadas, el desgranamiento, la deserción y la repitencia no se evitaron; no se erradicó el analfabetismo, la educación de adultos se redujo solo a la alfabetización.
Desde el retorno de Perón a la presidencia (1973) y hasta el fin de la última dictadura (1983), Alconada Aramburú se retiró de la vida política y se dedicó de lleno a su cátedra universitaria.
Con el retorno de la democracia a fines de 1983, resultó elegido senador nacional pero resignó su banca para acudir al llamado del presidente Raúl Alfonsín que lo designó ministro de Educación y Justicia a pesar de que Alconada Aramburú provenía del sector de la UCR afín a las ideas de Balbín, que era contrario al liderado por Alfonsín. donde restableció el cogobierno universitario.
También tuvo que afrontar varias dificultades como la revisión de los concursos docentes, la reorganización de las universidades y múltiples protestas. En materia de Justicia su mayor desafío fue el Juicio a las Juntas militares, que gobernaron entre 1976 y 1983, y a los líderes de las guerrillas que actuaron durante esos años.
A mediados de 1986 fue reemplazado en el cargo por Julio Rajneri.
Falleció a los 83 años el 4 de octubre de 2003 en La Plata, ciudad en la que residió toda su vida.

## Libros
- 1954: Código de comercio anotado.
- Temas institucionales.
- La república democrática, obra del radicalismo.
- 1997: Del integralismo a la democracia. Aramburu y la reconstrucción institucional de 1957-1958.[2]